# Dashushen
Dashushen (armeniska: K’arashen, azerbajdzjanska: Daşkənd, armeniska: Քարաշեն, Դաշուշեն) är en ort i Azerbajdzjan.   Den ligger i distriktet Xocalı Rayonu, i den sydvästra delen av landet, 270 km väster om huvudstaden Baku. Dashushen ligger 872 meter över havet och antalet invånare är 120.
Terrängen runt Dashushen är kuperad. Runt Dashushen är det ganska glesbefolkat, med 27 invånare per kvadratkilometer.. Närmaste större samhälle är Müşkapat, 17,2 km öster om Dashushen. 
Omgivningarna runt Dashushen är en mosaik av jordbruksmark och naturlig växtlighet.